# Banco Central de Nicaragua
El Banco Central de Nicaragua fue creado de acuerdo con el Arto. 148 inc. 19 de la Constitución Política de 1950 mediante Decreto Legislativo n.º 525 del 16 de septiembre de 1960. Sus operaciones las inició el 1 de enero de 1961, como una institución del Estado con autonomía funcional, duración indefinida, patrimonio propio y personalidad jurídica.
Actualmente se rige conforme el Arto. 99 de la Constitución Política vigente, el cual establece que: "El Banco Central es el ente estatal regulador del sistema monetario". A partir de 1999 se modernizó el marco jurídico del Banco con la Ley n.º 317: "Ley Orgánica del Banco Central de Nicaragua", donde se le define como un ente descentralizado del Estado, de carácter técnico, de duración indefinida, con personalidad jurídica, patrimonio propio y plena capacidad para adquirir derechos y contraer obligaciones. Su domicilio es la ciudad de Managua, Nicaragua. En la actualidad el Banco Central de Nicaragua es regido por la Ley n.º 732, Ley Orgánica del Banco Central de Nicaragua, Publicada en la Gaceta, Diario Oficial n.º 148 y 149 del 05 y 6 de agosto de 2010.

## Historia
El BCN inició sus actividades en enero de 1961, asumiendo la responsabilidad de la emisión monetaria, que hasta en ese momento desempeñaba el Banco Nacional de Nicaragua (BNN). La creación del Banco e inicio de sus operaciones, resultó en un acontecimiento trascendental para Nicaragua, ya que en ese momento, era de los pocos países que no contaba con un Banco Central.
En diferentes momentos, el BCN ha enfrentado situaciones difíciles y de mucha presión, lo cual ha tenido sus efectos en la Institución y en la economía nicaragüense. Entre ellas debe mencionarse el ya referido terremoto de 1972, la guerra que asoló a la nación en los años 1980, quiebras bancarias entre 1999 y 2001, así como distintas crisis financieras internacionales. Sin embargo ha salido a flote, tomando su liderazgo como ente regulador del sistema monetario y contribuyendo decisivamente al desarrollo económico y social del país.

## Presidentes
Los presidentes del Banco Central de Nicaragua durante su historia han sido:
- Francisco Laínez Matamoros, enero de 1961-mayo 1968
- Gustavo A. Guerrero, mayo de 1968-junio de 1969
- Roberto Incer Barquero, agosto de 1969-julio de 1979
- Arturo Cruz Porras, julio de 1979-mayo de 1980
- Alfredo Alaniz Downing, mayo de 1980-junio de 1981
- Alfredo César Aguirre, junio de 1981-mayo de 1982
- Luis Enrique Figueroa, mayo de 1982-agosto de 1985
- Joaquín Cuadra Chamorro, agosto de 1985-abril de 1990
- Francisco Mayorga, abril de 1990-octubre de 1990
- Raúl Lacayo Solórzano, octubre de 1990-enero de 1992
- Silvio de Franco Montalván, enero de 1992-septiembre de 1992
- José Evenor Taboada, octubre de 1992-enero de 1997
- Noel Ramírez Sánchez, enero de 1997-enero de 2002
- Mario Alonso Icabalceta, enero de 2002-mayo de 2006[2]
- Mario Arana Sevilla, mayo de 2006-enero de 2007[3]
- Antenor Rosales Bolaños, enero de 2007-febrero de 2012
- Alberto Guevara Obregón, febrero de 2012-enero de 2014
- Leonardo Ovidio Reyes Ramírez, enero de 2014-presente[4][5]

Fuente: